# Agabinae
Sous-famille
Les Agabinae sont une sous-famille d'insectes de l'ordre des Coléoptères, de la famille des Dytiscidés.

## Genres rencontrés en Europe
- Agabus Leach, 1817
- Ilybius Erichson, 1832
- Platambus Thomson, 1859